# C'era una volta
C'era una volta (que en català vol dir 'una vegada hi havia') és una pel·lícula italiana del 1967 dirigida per Francesco Rosi i protagonitzada per Sophia Loren, Omar Sharif i Dolores del Rio. Està basada en el clàssic conte de la Ventafocs. Es va estrenar el 1967.

## Argument
Un conte de fades que explica les aventures d'una bella però temperamental camperola napolitana, Isabella (Sophia Loren), quan coneix el malhumorat príncep espanyol Rodrigo Ferrante y Dávalos (Omar Sharif). El rei d'Espanya va ordenar a Rodrigo triar una esposa entre les set princeses italianes, però s'enamora de la humil camperola. Amb l'ajuda de dues bruixes, Isabella conquista el cor del seu príncep després de molts esdeveniments (incloent-hi un concurs de rentat escandalós entre la camperola i les princeses).

## Repartiment
- Sophia Loren - Isabella Candeloro
- Omar Sharif - Príncep Rodrigo Fernández
- Dolores del Río - Reina mare
- Georges Wilson - Jean-Jacques Bouché 'Monzu'
- Leslie French - Germà Giuseppe
- Marina Malfatti - Olimpia Capce Latro, princesa Altamura
- Anna Nogara - Princesa impacient
- Rita Forzano - Princesa Greedy
- Carlotta Barilli - Princesa supersticiosa
- Rosa María Martín - Princesa pretensiosa
- Fleur Mombelli - Princesa orgullosa
- Anna Liotti - Infanta
- Carlo Pisacane - Bruixota #1
- Renato Pinciroli - Carpaccio

## Comentaris
Filmada als afores de Nàpols, aquesta pel·lícula va tenir Francesco Rosi com a director, i Carlo Ponti, marit de Sophia Loren, com a productor. El tema musical va ser a càrrec de Roger Williams, que aconseguí el lloc # 2 de la revista Billboard. Sergio Franchi, va gravar la cançó del títol (escrita per Kusik; Snyder; Piccioni) en el seu àlbum del 1968 de la RCA Victor: Jo sóc un ximple al que vostè vol.